# Zentrum für Internationale Friedenseinsätze

Logo des ZIF

Das Zentrum für Internationale Friedenseinsätze (ZIF) ist eine gemeinnützige GmbH und wurde 2002 von der Bundesregierung und dem Bundestag gegründet. Das ZIF dient der Rekrutierung, Vorbereitung und Vermittlung von zivilem Personal für internationale humanitäre und Friedenseinsätze sowie Wahlbeobachtungseinsätze. Gesellschafterin des ZIF ist die Bundesrepublik Deutschland, vertreten durch das Auswärtige Amt (AA). Im Aufsichtsrat sind Staatsminister oder Staatssekretäre des Auswärtigen Amts, des Bundesverteidigungsministeriums, des Bundesministeriums für wirtschaftliche Zusammenarbeit und Entwicklung und des Bundesinnenministeriums sowie Abgeordnete aller Bundestagsfraktionen vertreten. Ein internationaler Beirat unterstützt die Arbeit des ZIF. Astrid Irrgang hat im Juni 2023 nach einem erfolgreichen Auswahlverfahren des Auswärtigen Amts die Geschäftsführung für mindestens die kommenden drei Jahre übernommen, nachdem sie die Position bereits am 1. September 2022 ad interim übernommen hatte, Sitz der Gesellschaft ist Berlin-Wilmersdorf.
Gründungsdirektor war Winrich Kühne (2002–2009), auf ihn folgte Almut Wieland-Karimi (2009–2022).

## Geschichte
Anlass für die Gründung des ZIF waren die Entwicklungen auf dem Balkan ab Mitte der 1990er Jahre und der daraufhin sprunghaft angestiegene Bedarf an zivilen Experten in Friedenseinsätzen. Um dieser Nachfrage gerecht zu werden, veranlasste die deutsche Regierung den Aufbau eines Kompetenzzentrums unter Leitung des Gründungsdirektors Winrich Kühne, das Training, Human Resources und Analyse zum Thema interdisziplinär unter einem Dach vereint.
Weitere Schwerpunkte des ZIF sind u. a. die konzeptionelle Weiterentwicklung von Friedenseinsätzen, Wahlbeobachtung, die Förderung eines „vernetzten Ansatzes“ zwischen militärischen, polizeilichen und zivilen Akteuren in Friedenseinsätzen, Einsatzwissen und -auswertung, Fürsorgefragen für zivile Experten sowie Friedensmediation und Mediation Support.

## Aufgaben
Aufgabe des ZIF ist die Leistung eines deutschen Beitrags zur Stärkung internationaler ziviler Kapazitäten zur Krisenprävention, Konfliktlösung und Friedenskonsolidierung. Kernmandat des ZIF ist daher
- die Qualifizierung und Bereitstellung von Zivilpersonal für Friedenseinsätze, humanitäre Einsätze und Wahlbeobachtungseinsätze sowie
- die Erarbeitung von unabhängigen Analysen und Konzepten zu Friedensmissionen und Friedenserhaltung.

Als Organisation der Bundesregierung unterstützt das ZIF das Auswärtige Amt dabei, Personal für Friedenseinsätze u. a. der Europäischen Union (EU), der Organisation für Sicherheit und Zusammenarbeit in Europa (OSZE), der Nordatlantikpakt-Organisation (NATO) und der Vereinten Nationen (UN), für humanitäre Einsätze z. B. von UN OCHA, dem Welternährungsprogramm WFP oder UNHCR sowie für Wahlbeobachtungseinsätze der EU und der OSZE zu gewinnen und zu entsenden. Seit Inkrafttreten des Sekundierungsgesetzes 2017 ist das ZIF Arbeitgeber dieses entsandten deutschen Personals.
Dazu bietet das ZIF Trainingskurse für zivile Fach- und Führungskräfte für internationale Friedens- und Beobachtungseinsätze an. Das ZIF bildet gemeinsam mit Trainingseinrichtungen der Bundeswehr, der Bundes- und Länderpolizeien und der Entwicklungszusammenarbeit die Nationale Trainingspartnerplattform. Neben dem allgemeinen Kursangebot entwickelt das ZIF auch Trainingskurse direkt für Einsätze und berät Partnerländer und Organisationen zu Fragen der Auswahl, Vorbereitung, Bereitstellung und Betreuung von zivilem Personal in multilateralen Friedens- und Kriseneinsätzen.